# Лернер Олександр Якович
Олександр Якович Лернер (1913, Вінниця, УНР — 2004, Реховот, Ізраїль) — радянський та ізраїльський кібернетик, фахівець в області автоматики і проблем управління, один з найвідоміших вчених-«відмовників».

## Біографія
Народився в місті Вінниця. Батько був фармацевтом і до революції володів аптекою, за радянської влади він працював в державній аптеці. Мати, до шлюбу Ґрінберґу, була домогосподаркою. Закінчив школу-семирічку в 12 років, двічі перескочивши через клас, через рік вступив до Вінницького індустріального технікуму. Закінчивши технікум, отримав спеціальність електромеханіка. 1931 року переїхав до Москви, де влаштувався на роботу в «Стандартгорпроект» і одночасно вступив у ВТНЗ при Енергопромі. Через рік ВТНЗ був розформований, але Лернеру вдалося, склавши іспити, перевестися на третій курс Московського Енергетичного інституту (МЕІ). 1935 року захистив диплом і був залишений в аспірантурі. 1940 році захистив в МЕІ кандидатську дисертацію, присвячену управлінню за допомогою електроприводів. Був прийнятий на роботу в МЕІ доцентом-погодинником.
Під час Німецько-радянської війни Лернер працював з налагодженням американської апаратури на заводі, що будувався у Сибіру, з виробництва біметалу для патронів. 1943 року, після закінчення будівництва заводу, керував науково-дослідною лабораторією з автоматизації металургійної промисловості Міністерства чорної металургії в Москві.
Запрошений для підготовки докторської дисертації в Інститут автоматики і телемеханіки АН СРСР.
Один з основоположників теорії і практики оптимального управління. 1952 року опублікував статтю «Поліпшення динамічних властивостей автоматичних компенсаторів за допомогою нелінійних зв'язків» («Автоматика і телемеханіка», № 2 і № 4). Висновки роботи використані в підвищенні швидкодії автоматичних електронних потенціометрів.
1954 року Лернер опублікував нову працю «Метод ізохрон для оптимального управління» («Автоматика і телемеханіка», № 6), що продовжувала розвиток теорії оптимального управління. У цій публікації він вперше ввів поняття областей ізохрон в фазовому просторі керованої динамічної системи. Використання цього підходу пізніше вплинуло на розвиток методу динамічного програмування Річарда Беллмана, так як області ізохрон можна розглядати як перетин функції Беллмана стосовно до вирішення завдань швидкодії динамічних систем.
Незабаром після смерті Сталіна Лернер захистив докторську дисертацію.
Займаючись актуальною темою, теорією оптимального управління, Лернер став одним з провідних радянських кібернетиків, йому дозволяли виїзди за кордон, він відвідував під час наукових відряджень Францію, Італію, Сполучені Штати, Японію.
1960 року разом з А. Г. Бутковським опублікував праці, в яких розвивалися принципи управління системами з розподіленими параметрами, тобто було закладено новий напрямок теорії управління (Доповіді АН СРСР «Автоматика і телемеханіка»).
В середині 60-х років створив в Інституті автоматики і телемеханіки відділ великих систем і став його керівником. Разом з В. Н. Вапником і О. Я. Червоненкісом їм було запропоновано новий метод розпізнавання образів, названий методом «узагальненого портрета».
З 1967 року став ініціатором дослідження проблем управління великими автоматизованими системами. Наприкінці 70-х років почав вивчати роль людини в системі управління, сформулював разом з В. Н. Бурковим принцип відкритого управління в теорії активних систем.

### Життя у «відмові»
У жовтні 1971 року О. Я. Лернер і його родина подали заяву про від'їзд до Ізраїлю.
23 грудня 1971 року родина Лернера отримала відмову на виїзд з СРСР. При цьому сам Лернер був звільнений з Інституту проблем управління АН СРСР, де він пропрацював понад 20 років, і з Московского фізико-технічного інституту, де він викладав більше 10 років. Цього ж часу Лернера було позбавлено і його виборних посад: голови Комітету щодо застосування автоматики національного комітету СРСР з автоматичного управління, члена Ради з кібернетики при Президії АН СРСР, члена Вченої Ради Інституту проблем управління, члена редколегії Великої Радянської Енциклопедії, журналу «Автоматика і телемеханіка», журналу «Прилади і системи управління» та ще 48 інших посад. Намагалися зняти Лернера і з поста заступника Голови Комітету щодо застосування автоматики Міжнародної федерації з автоматичного управління, але цю спробу відкинула сама Федерація. Видавництво «Наука» та видавництво «Металургія» вилучили зі своїх планів намічені до видання книги О. Лернера. З усіх публікованих книг і статей з теорії управління вилучалися будь-які посилання на роботи Лернера. З 1 грудня 1971 року Лернер і його дружина позбавлені медичної допомоги в системі АН СРСР. Дозвіл на виїзд з СРСР родина Лернерів отримала тільки через 16 з половиною років, 1988 року.
Лернер організував у своїй квартирі науковий семінар «відмовників», тобто семінар для вчених, які, не отримуючи дозволу на виїзд з СРСР, при цьому були вигнані з наукового середовища. Семінар діяв з літа 1972 і до 1981 року.
У травні 1981 року до квартири Лернера, в день і годину коли мав розпочатися семінар, прийшли три співробітники КДБ і заявили: «Усе, ваш семінар закритий!». Один з них став біля дверей квартири, двоє — біля під'їзду, і нікого не пускали, оголошуючи всім, що семінар закритий.
4 березня 1977 року в газеті «Известия» опубліковано «Відкритий лист» Олександра Ліпавского (секретного співробітника КДБ, впровадженого в середу відмовників), в якому бажаючі емігрувати євреї звинувачувалися в шпигунстві, а Лернер був названий «лідером зграї шпигунів». Того ж дня в квартирі Лернера був проведений обшук. Однак Лернера не заарештували, а були заарештовано його друзів, відмовників Анатолія Щаранського, Володимира Слєпака і Іду Нудель.
10 вересня 1978 року на квартирі Лернера відбулася зустріч дисидентів, в тому числі А. Д. Сахарова, з сенатором Едвардом Кеннеді. Зустріч проходила пізно вночі через щільну програми візиту Кеннеді до Москви.

### В Ізраїлі
У січні 1988 року Лернеру дозволили виїхати до Ізраїлю. Відразу після приїзду туди Лернер отримав місце професора в Інституті Вейцмана. Ще в СРСР Лернер багато працював над питанням створення штучного серця і розробив так званий «насос Лернера». Однак виявилося, що до сих пір не винайдено матеріалів, які б дозволили втілити ці ідеї.
Пізніше Лернер працював над пошуком способів переміщення предметів «майже без тертя». Спільно з Б. Левіним він розробляв теорію і конструював новий тип механічного рушія, який з вкрай низькими втратами на тертя здатний пересуватися вузькими криволінійними каналами (подібним до кровоносних судин або кишковику).
Незадовго перед смертю Лернер почав писати книгу про наукові принципи устрою сучасної держави. Книга залишилася не завершеною.

## Родина
- Дружина — Юдіф Абрамівна Лернер (? — 13 липня 1981), померла в Москві за 6 з половиною років до отримання дозволу на виїзд з СРСР.[5][8][9]
  - Син — Володимир Лернер.[5]
  - Дочка — Софія Лернер (Sonya Lerner), у шлюбі Левін.[5]